# Brasil no Festival de Cannes

Anselmo Duarte exibindo a Palma de Ouro conquistada por seu filme O Pagador de Promessas

O Festival de Cannes é realizado na França, na cidade de Cannes, desde 1946. Considerado uma das maiores premiações do cinema mundial, o Festival consagrou e revelou figuras emblemáticas da Sétima Arte. A Palma de Ouro é o prêmio principal. O Pagador de Promessas (1962) é oficialmente o único filme brasileiro premiado com a honraria. O Brasil já foi indicado 38 vezes à premiação principal.
O prêmio de Orfeu Negro, filme do cineasta francês Marcel Camus rodado no Brasil, foi concedido à França. O longa Crônica de um Industrial chegou a ser indicado à Palma de Ouro, mas foi alvo de censura pela ditadura militar e proibido pelo governo brasileiro de participar de Cannes.
Em 2019, o filme Bacurau venceu o Prêmio do Júri, tornando-se a segunda produção brasileira da história a ser laureada no certame geral.
Por conta da pandemia de COVID-19, o Festival de Cannes não teve uma competitiva para a Palma de Ouro em 2020. Entretanto, divulgou uma seleção especial de filmes sob o selo Festival de Cannes 2020. Dentre esse filmes, o único latino-americano que configurou parte da lista foi o brasileiro Casa de Antiguidades de João Paulo Miranda Maria.
Em 2025, devido ao bicentenario das relações diplomáticas do Brasil e da França, o pais foi escolhido para ser o pais de honra do Marché du film, evento de mercado do festival.

## Palma de Ouro
Lista de filmes brasileiros indicados e vencedores do Palma de Ouro:
| Ano  | Filme                                        | Diretor                                   | Resultado |
| ---- | -------------------------------------------- | ----------------------------------------- | --------- |
| 1949 | Sertão                                       | João G. Martin                            | Indicado  |
| 1951 | Caiçara                                      | Adolfo Celi                               | Indicado  |
| 1952 | Tico-tico no Fubá                            | Adolfo Celi                               | Indicado  |
| 1953 | O Cangaceiro                                 | Lima Barreto                              | Indicado  |
| 1954 | O Canto do Mar                               | Alberto Cavalcanti                        | Indicado  |
| 1954 | O Feitiço do Amazonas                        | Zygmunt Sulistrowski                      | Indicado  |
| 1955 | Samba Fantástico                             | Jean Manzon e René Persin                 | Indicado  |
| 1956 | Sob o Céu da Bahia                           | Ernst Rechenmacher                        | Indicado  |
| 1960 | Cidade Ameaçada                              | Roberto Farias                            | Indicado  |
| 1961 | A Primeira Missa                             | Lima Barreto                              | Indicado  |
| 1962 | O Pagador de Promessas                       | Anselmo Duarte                            | Venceu    |
| 1964 | Deus e o Diabo na Terra do Sol               | Glauber Rocha                             | Indicado  |
| 1964 | Vidas Secas                                  | Nelson Pereira dos Santos                 | Indicado  |
| 1965 | Noite Vazia                                  | Walter Hugo Khouri                        | Indicado  |
| 1966 | A Hora e Vez de Augusto Matraga              | Roberto Santos                            | Indicado  |
| 1967 | Terra em Transe                              | Glauber Rocha                             | Indicado  |
| 1969 | O Dragão da Maldade contra o Santo Guerreiro | Glauber Rocha                             | Indicado  |
| 1970 | Azyllo Muito Louco                           | Nelson Pereira dos Santos                 | Indicado  |
| 1970 | O Palácio dos Anjos                          | Walter Hugo Khouri                        | Indicado  |
| 1971 | Pindorama                                    | Arnaldo Jabor                             | Indicado  |
| 1975 | O Amuleto de Ogum                            | Nelson Pereira dos Santos                 | Indicado  |
| 1978 | Crônica de um Industrial                     | Luiz Rosemberg Filho                      | Cancelado |
| 1979 | Bye Bye Brasil                               | Cacá Diegues                              | Indicado  |
| 1984 | Quilombo                                     | Cacá Diegues                              | Indicado  |
| 1985 | O Beijo da Mulher-Aranha                     | Héctor Babenco                            | Indicado  |
| 1986 | Eu Sei que Vou Te Amar                       | Arnaldo Jabor                             | Indicado  |
| 1987 | Um Trem para as Estrelas                     | Cacá Diegues                              | Indicado  |
| 1989 | Kuarup                                       | Ruy Guerra                                | Indicado  |
| 1998 | Coração Iluminado                            | Héctor Babenco                            | Indicado  |
| 2000 | Estorvo                                      | Ruy Guerra                                | Indicado  |
| 2003 | Carandiru                                    | Héctor Babenco                            | Indicado  |
| 2004 | Diários de Motocicleta                       | Walter Salles                             | Indicado  |
| 2008 | Ensaio sobre a Cegueira                      | Fernando Meirelles                        | Indicado  |
| 2008 | Linha de Passe                               | Walter Salles e Daniela Thomas            | Indicado  |
| 2012 | On the Road                                  | Walter Salles                             | Indicado  |
| 2016 | Aquarius                                     | Kleber Mendonça Filho                     | Indicado  |
| 2019 | Bacurau                                      | Kleber Mendonça Filho e Juliano Dornelles | Indicado  |
| 2019 | O Traidor                                    | Marco Bellocchio                          | Indicado  |
| 2023 | Firebrand                                    | Karim Aïnouz                              | Indicado  |
| 2024 | Motel Destino                                | Karim Aïnouz                              | Indicado  |
| 2025 | O Agente Secreto                             | Kleber Mendonça Filho                     | Indicado  |

## Prêmio do Júri
Lista de vencedores do Prêmio do Júri:
| Ano  | Filme   | Diretor                                   | Resultado |
| ---- | ------- | ----------------------------------------- | --------- |
| 2019 | Bacurau | Kleber Mendonça Filho e Juliano Dornelles | Venceu    |

## Prêmio de Melhor Diretor
Lista de  vencedores do Prêmio de Melhor Diretor:
| Ano  | Diretor               | Filme                                        | Resultado |
| ---- | --------------------- | -------------------------------------------- | --------- |
| 1969 | Glauber Rocha         | O Dragão da Maldade contra o Santo Guerreiro | Venceu    |
| 2025 | Kleber Mendonça Filho | O Agente Secreto                             | Venceu    |

## Prêmio de Interpretação Feminina
Lista de indicadas e vencedoras do Prêmio de Melhor Atriz:
| Ano  | Atriz            | Filme                  | Resultado |
| ---- | ---------------- | ---------------------- | --------- |
| 1986 | Fernanda Torres  | Eu Sei que Vou Te Amar | Venceu    |
| 2008 | Sandra Corveloni | Linha de Passe         | Venceu    |

## Prêmio de Interpretação Masculina
Lista de vencedores do Prêmio de Melhor Ator:
| Ano  | Ator         | Filme            | Resultado |
| ---- | ------------ | ---------------- | --------- |
| 2025 | Wagner Moura | O Agente Secreto | Venceu    |

## Prêmio de Filme de Aventura (extinto)
Lista de vencedores do extinto Prêmio de Filme de Aventura:
| Ano  | Filme        | Diretor      | Resultado |
| ---- | ------------ | ------------ | --------- |
| 1953 | O Cangaceiro | Lima Barreto | Venceu    |

## Prêmio Especial do Júri - Curta-Metragem
| Ano  | Filme      | Diretor       | Resultado | Ref.  |
| ---- | ---------- | ------------- | --------- | ----- |
| 1977 | Di-Glauber | Glauber Rocha | Venceu    | [ 7 ] |

## Outros Prêmios do Festival de Cannes
- O Agente Secreto - Prêmio FIPRESCI (Competição) (2025) - (Venceu)
- O Agente Secreto - Prêmio Arthouse Cinema (2025) - (Venceu)

- Ricardo Teodoro - Melhor Ator Revelação na Semaine de la Critique[8] (2024) - Baby (Venceu)
- A Flor do Buriti - Mostra Un Certain Regard - Melhor Elenco (Venceu)
- A Vida Invisível de Eurídice Gusmão - Mostra Un Certain Regard (Venceu)
- Chuva é Cantoria na Aldeia dos Mortos - Mostra Un Certain Regard - Prêmio Especial do Júri (Venceu)
- O Sal da Terra - Mostra Un Certain Regard - Prêmio Especial (Venceu)
- O Orfão - Queer Palm - Melhor Curta Metragem (Venceu)
- Cidade Baixa  - Prêmio da Juventude - Sérgio Machado (Venceu)
- Eu, Tu, Eles - Mostra Un Certain Regard - Menção Especial (Venceu)
- Terra em Transe - Prêmio da Crítica FIPRESCI (Venceu)
- Rodrigo Santoro - Melhor Revelação (2004) - Carandiru (Venceu)
- Cinema, Aspirinas e Urubus - Prêmio da Educação Nacional - (Venceu)
- Vidas Secas - Prêmio do OCIC - (Venceu)
- Vidas Secas - Prêmio dos Cinemas de Arte - (Venceu)
- Nelson Pereira dos Santos - Prêmio FIPRESCI - Memórias do Cárcere - (Venceu)
- Diários de Motocicleta - François Chalais, do Júri Ecumênico - (Venceu)
- Diários de Motocicleta - Grande Prêmio Técnico - (Venceu)
- Cinema Novo - L'Oeil D'Or (2016) - (Venceu)[9]